# San Gabriel de Yunque
San Gabriel de Yunque o San Gabriel de Yungue-Ouinge, fue una población novohispana fundada en 1598 y abandonada en 1610, situada en San Juan Pueblo en Nuevo México, EE. UU.
Fue la primera capital de la provincia de Santa Fé de Nuevo México. Su sitio arqueológico fue declarado Hito Histórico Nacional en 1964.

## Historia
Antes de la llegada de Juan de Oñate, quien exploró esta región para la fundación de la nueva provincia de Santa Fé de Nuevo México, estas riberas de los ríos Chama y Bravo estaban pobladas por los pueblos de Ohkay y Yunque, siendo Ohkay (siglo XIII) algo anterior a Yunque (siglo XIV). En 1598 el campamento de Oñate se estableció a las afueras de Ohkay, renombrándose San Juan, con la colaboración de los indios pueblo, quienes ofrecieron Yunque para el asentamiento permanente de las tropas, familias y demás residentes. San Gabriel de Yunque fue nombrada capital de Nuevo México. Se trató de la tercera capital colonial española en los actuales EE. UU. por detrás de la desaparecida Santa Elena y San Agustín, capitales de La Florida española. La iglesia de San Miguel fue construida en otoño de 1598. Además de edificios para residencias, auxiliares y almacenes, se construyó un sistema de aprovechamiento del agua para el riego con la construcción de una acequia.
La población, que llegó a contar con 600 vecinos incluyendo tlaxcaltecas, perdió su condición de capital en 1610 cuando el gobernador Pedro de Peralta fundó Santa Fe al sur, a orillas del río Santa Fe. Al perder su relevancia entró en decadencia para ser finalmente abandonada.

## Descripción
Su ubicación definitiva fue una incógnita hasta los trabajos arqueológicos realizados entre 1940 y 1960. Se identificó la población, la iglesia y el cuartel militar, además de horno y herrería, entre otras estructuras. Después de estas excavaciones, el sitio Monumento Histórico Nacional, sufrió el deterioro por el expolio de los vecinos y las labores agrícolas, por lo que en 1984 tuvo que ser enterrado. Una cruz y un marcador conmemorativo indican el sitio.La iglesia del Museo Misión de La Española se levantó en los años 90 del siglo XX replicando la estructura de la iglesia de San Miguel de San Gabriel de Yunque.